# Дудченко Олександр Олександрович
Олекса́ндр Олекса́ндрович Ду́дченко (23 березня 1988, Бориспіль, Київська область — 19 липня 2014, Маринівка, Шахтарський район, Донецька область) — український військовик, старший солдат 1-ї роти 1-го механізованого батальйону 72-ї окремої механізованої бригади Збройних сил України. Лицар ордену «За мужність».

## Життєпис
Олександр Дудченко народився 23 березня 1988 року в місті Бориспіль. Закінчив НВК «Гімназія „Перспектива“» у Борисполі. Відслужив строкову службу, повернувся до Борисполя, працював. Учасник «Євромайдану». Пішов на фронт добровольцем.

## Обставини загибелі
Зник безвісти 19 липня 2014 року поблизу прикордонного села Маринівка (Шахтарський район), де БМП потрапила у засідку. Рятуючись від обстрілу, четверо хлопців зіскочили з БМП, двох з них знайшли пораненими, про Олександра Дудченка та Олександра Дзеха нічого не відомо. Російські терористи в соцмережах повідомляли про обстріл БМП 72-ї ОМБр і заявили, що одного українського військовослужбовця вбили й одного взяли в полон. Станом на вересень 2014 була інформація, що Дудченко перебуває у полоні. Поховання виявлене на території, що контролюється терористами, завдяки діяльності управління цивільно-військового співробітництва ЗСУ, у квітні 2017 року. Упізнаний за експертизою ДНК.
1 липня 2017 року похований на Алеї Слави Рогозівського цвинтаря міста Бориспіль. Залишилися батьки та сестра.

## Нагороди
- Орден «За мужність» III ступеня — за особисту мужність і героїзм, виявлені у захисті державного суверенітету та територіальної цілісності України, вірність військовій присязі під час російсько-української війни, 11 жовтня 2017 року (посмертно)[6]. Нагороду отримала мати Олександра Дудченка[7].